# Grown & Sexy
Grown & Sexy è il sesto album in studio del cantante e produttore statunitense Babyface, pubblicato nel 2005.

## Tracce
1. Tonight It's Goin' Down – 4:37
2. Grown & Sexy – 4:03
3. Mad, Sexy, Cool – 3:58
4. Can't Stop Now – 4:11
5. Goin' Outta Business – 3:47
6. Drama, Love & 'Lationships – 3:56
7. Sorry for the Stupid Things – 4:13
8. Good to Be in Love – 3:25
9. The Loneliness – 4:36
10. She – 3:40
11. God Must Love U – 4:48
12. The Gettin' to Know U – 3:54
13. She's International – 3:32